# Лаура Альма-Тадема
Лаура Альма-Тадема, до шлюбу Еппс (англ. Laura Theresa Alma-Tadema; 1852, Лондон — 15 серпня 1909, Лондон) — англійська художниця вікторіанської епохи, натурниця Лоуренса Альма-Тадема, Жюля Далу, Франсуа Мілле.

## Біографія
Народилася в родині доктора Джорджа Наполеона Еппса, зачинателя гомеопатії у Великій Британії. Разом з двома сестрами виявляла мистецькі здібності: старші сестри вчилися у прерафаелітів. Лаура музикувала, брала уроки живопису. 
В будинку Форда Брауна в грудні 1869 року познайомилася з відомим європейським художником Лоуренсом Альма-Тадема. Заради неї художник переїхав в Англію з двома доньками від першого шлюбу (його дружина померла в травні того ж року), у вересні 1870 оселився у Лондоні з доньками і сестрою і зробив пропозицію. Батько вважав 18-річну Лауру замолодою для шлюбу з 34-річним митцем, але дозволив йому давати їй офіційні уроки живопису. Вони одружилися в липні 1871 року. Дітей не мали.
Лаура Альма-Талема померла після тривалої хвороби 15 серпня 1909 року в 57 років у заміському маєтку в Хінхеде. Похована там же. Після смерті мисткині чоловік влаштував в 1910 році оглядову виставку.

## Творчість
У 1873 вперше брала участь у Паризькому салоні та отримала схвальні відгуки критики. На Всесвітній виставці 1878 року в Парижі вона виявилася однією з усього двох англійських жінок-художниць. На батьківщині виставлялася разом з чоловіком у Королівській Академії мистецтв, Галереї Гросвенор та ін. Періодично ілюструвала англійські періодичні видання, а також була відома як господиня салону, де збиралися, переважно, художники і музиканти.
Виступала постійною натурницею чоловіка, зображена на 12 його полотнах, серед яких картина «На заваді стали», написана для виставки жіночого портрета 1880 року. У 1870-і роки позувала для скульптора Жюля Далу і художника Франсуа Мілле.
За стильовими ознаками живопис Лаури Альма-Тадема має спільні риси з творчістю її чоловіка, проте радикально відрізнялася тематика — зображається жіноче життя, що характерно для вікторіанського живопису. Альма-Тадема спеціалізувалася на сентиментальних побутових сценах із зображенням жінок і дітей, але іноді зверталася до класичних сюжетів і пейзажів. Свої твори підписувала шлюбним прізвищем і, на жаль, не вела каталогу своєї творчості.